# SOS (canção de Rihanna)
"SOS", também chamado de "SOS (Rescue Me)", é uma canção de Rihanna, escrita por Evan Kidd Bogart e Jonathan Rotem, para o segundo álbum de estúdio de Rihanna, A Girl like Me (2006). Foi lançada em 2006 como o primeiro single do álbum, e possui demonstrações do cover da música "Tainted Love" (gravada originalmente pela cantora de soul americana Gloria Jones) do grupo britânico Soft Cell. Foi também o primeiro single da cantora a atingir o topo da Billboard Hot 100. Alcançou também a primeira posição na Austrália e no Brasil.

## Escrita e lançamento
A canção foi escrita primariamente pelo produtor J. R. Rotem e Evan "Kidd" Bogart, mais tarde com a co-ajuda do fundador da Casablanca Records Ed Cobb. A colega de editora Christina Milian perguntou se podería gravar a canção para o seu terceiro álbum, So Amazin', mas a cantora recusou mais tarde, e a Island Def Jam ofereceu de imediato a Rihanna. Milian comentou que a faixa era demasiado "pop" para o seu histórico de artista de R&B.
A parte "You got me tossin' and turnin' and I can't sleep at night" no refrão, é uma das encaixes da música de 1964 "Tainted Love", onde continua "And I've lost my light for I toss and turn - I can't sleep at night". A linha, "Just hold me close boy cos I'm your tiny dancer" é referenciada da música de 1971 de Elton John, "Tiny Dancer".
O tema da canção é baseado à volta da protagonista a chorar por ajuda. Foram feitos alguns remixes por Jason Nevins, que produziu outras misturas de canções de vários artistas. A música foi ainda usada na banda sonora do fime True Confessions of a Hollywood Starlet.

## Performances da música
Rihanna performou a música, em 2006, no CD:USA e também no Video Music Awards, do Japão, na MTV.

## Recepção da crítica
Bill Lamb da About.com disse que era um "bom retorno de Rihanna às pistas de dança". Na Virgin Media concluíram que "Rihanna tem de mostrar empenho para provocar mais impacto, se quiser reinar num mundo de "Britneys" e de "Beyoncés".

## Vídeo musical
A canção teve à volta de três vídeos musicais; um deles foi produzido pela Agent Provocateur, como vídeo promocional que continha a cantora andando num hotel que se transformava numa discoteca. Outro vídeo promocional foi feito pela Nike, onde a artista dançava num ginásio junto com bailarinas. A versão oficial foi gravada para ser divulgada na televisão, onde estreou nos programas Total Request Live e MuchOnDemand da MTV e MuchMusic, respectivamente, no dia 23 de Março de 2006. Alcançou o número um na tabela de posições do Total Request Live a 14 de Abril de 2006, e manteve-se na tabela por vinte dias.
O teledisco oficial, foi dirigido por Chris Applebaum, onde mostra Rihanna a fazer a dança do ventre enquanto as luzes acendem e apagam, e diz que vai ligar a pedir ajuda a um rapaz. Também faz publicidade ao telemóvel Nokia 3250.

## Faixas
| CD maxi-single no Canadá e Estados Unidos da América |                                     |                                           |         |  |
| N.º                                                  | Título                              | Compositor(es)                            | Duração |  |
| 1.                                                   | "SOS" (Edição de rádio)             | Jonathan Rotem, Evan Kidd Bogart, Ed Cobb | 4:00    |  |
| 2.                                                   | "SOS" (Nevin's Electrotek Club Mix) | Jonathan Rotem, Evan Kidd Bogart, Ed Cobb | 4:00    |  |
| 3.                                                   | "Break it Off" (com Sean Paul)      | Sean Paul, D. Bennett, K. Ford            | 3:33    |  |
| 4.                                                   | "SOS" (Vídeo)                       |                                           | 4:01    |  |
| Duração total:                                       | Duração total:                      | Duração total:                            | 15:34   |  |

| CD single no Reino Unido |                               |                                           |         |  |
| N.º                      | Título                        | Compositor(es)                            | Duração |  |
| 1.                       | "SOS" (Edição de rádio)       | Jonathan Rotem, Evan Kidd Bogart, Ed Cobb | 4:00    |  |
| 2.                       | "SOS" (Nevin's Glam Club Mix) | Jonathan Rotem, Evan Kidd Bogart, Ed Cobb | 4:00    |  |
| Duração total:           | Duração total:                | Duração total:                            | 8:00    |  |

| Versão CD single na Europa/Austrália |                                  |                                                                          |         |  |
| N.º                                  | Título                           | Compositor(es)                                                           | Duração |  |
| 1.                                   | "SOS" (Edição de rádio)          | Jonathan Rotem, Evan Kidd Bogart, Ed Cobb                                | 4:00    |  |
| 2.                                   | "Let Me" (Nevin's Glam Club Mix) | Evan Rogers, Carl Sturken, Mikkel SE, Tor Erik Hermansen, Makeba Riddick | 3:56    |  |
| Duração total:                       | Duração total:                   | Duração total:                                                           | 7:96    |  |

| 12" vinil do Reino Unido |                                  |                                           |         |  |
| N.º                      | Título                           | Compositor(es)                            | Duração |  |
| 1.                       | "SOS" (Lado A - Edição de rádio) | Jonathan Rotem, Evan Kidd Bogart, Ed Cobb | 4:00    |  |
| 2.                       | "SOS" (Lado B - Remix)           | Jonathan Rotem, Evan Kidd Bogart, Ed Cobb | 4:00    |  |
| Duração total:           | Duração total:                   | Duração total:                            | 12:00   |  |

## Desempenho nas tabelas musicais
Nos Estados Unidos, "SOS" alcançou o topo de algumas tabelas da Billboard, como a Hot 100, Billboard Pop 100, Hot Dance Music/Club Play, Hot Dance Airplay, Digital Songs e Hot Digital Tracks, a canção também atingiu o número dois no Pop 100 Airplay. A faixa foi disponibilizada como download digital após o lançamento do álbum, e na sua primeira semana de vendas digitais subiu da trigésima quarta posição à primeira, tornando-se um dos maiores saltos da história. O single permaneceu na primeira posição durante três semanas.
Internacionalmente, "SOS" tornou-se o primeiro êxito de Rihanna. Na Austrália, é o maior sucesso, ficando no topo durante oito semanas consecutivas. A música também alcançou o número dois no Reino Unido e na Alemanha, número quatro no gráfico holandês, e do número sete, na Itália. Na Roménia, alcançou a vigésima oitava posição.
"SOS" foi removido das tabelas britânicas, após treze semanas consecutivas, porque havia um remix da canção contido no CD single de "Unfaithful". Devido às regras do Reino Unido, um novo e único single não pode ter um remix de uma música anterior, se a canção original ainda está na tabela, deixando assim o gráfico na vigésima sétima posição. No entanto, a música foi ainda um grande sucesso, sendo nono single mais vendido do ano.

### Posições
| Tabela musical (2006)                                 | Melhor posição |
| ----------------------------------------------------- | -------------- |
| Austrália - Australia Singles Top 50                  | 1              |
| Alemanha - Germany Singles Top 100                    | 2              |
| Áustria - Austria Singles Top 75                      | 4              |
| Bélgica - Belgium Singles Top 50                      | 2              |
| Chile - Chile Singles                                 | 3              |
| Dinamarca - Denmark Singles Top 40                    | 10             |
| Estados UnidosBillboard Hot 100                       | 1              |
| Estados Unidos Billboard Pop 100                      | 1              |
| Estados Unidos Billboard Hot Dance Club Play          | 1              |
| Estados Unidos Billboard Hot Digital Songs            | 1              |
| Estados Unidos Billboard Hot Dance Airplay            | 1              |
| Estados UnidosBillboard Hot Adult Contemporary Tracks | 1              |
| Finlândia - Finland Singles Top 20                    | 3              |
| França - France Singles Top 100                       | 12             |
| Itália - Italy Singles Top 50                         | 9              |
| Irlanda - Ireland Singles Top 50                      | 3              |
| Israel                                                | 3              |
| Nova Zelândia - New Zealand Top 40                    | 3              |
| Hungria - Hungarian Top 40 Airplay                    | 2              |
| Hungria - Hungarian Dance Top 40 Airplay              | 6              |
| Noruega - Norway Singles Top 20                       | 3              |
| Países Baixos - Dutch Top 40                          | 4              |
| Reino Unido - UK Singles Chart                        | 2              |
| Suécia - Sweden Singles Top 60                        | 12             |
| Suíça - Swiss Singles Top 100                         | 3              |
| União Europeia                                        | 3              |
| Mundo - World Singles Top 40                          | 1              |

### Certificações
| País           | Certificador | Certificação | Vendas              |
| -------------- | ------------ | ------------ | ------------------- |
| Austrália      | ARIA         | Platina      | +70,000 unidades    |
| Brasil         | ABPD         | Platina      | +100,000 unidades   |
| Estados Unidos | RIAA         | Platina      | +1,000,000 unidades |